# 584 v. Chr.
Portal Geschichte | Portal Biografien | Aktuelle Ereignisse | Jahreskalender | Tagesartikel

◄ |
7. Jahrhundert v. Chr. |
6. Jahrhundert v. Chr. |
5. Jahrhundert v. Chr. |
►

◄ | 600er v. Chr. | 590er v. Chr. | 580er v. Chr. | 570er v. Chr. |
560er v. Chr. |
►

◄◄ | ◄ | 587 v. Chr. | 586 v. Chr. | 585 v. Chr. | 584 v. Chr. |
583 v. Chr. |
582 v. Chr. |
581 v. Chr. |
► |
►►

## Ereignisse
- Astyages wird nach Herodots Angaben nach dem Tod seines Vaters Kyaxares II. König der Meder.

## Gestorben
- Kyaxares II., König der Meder